# Sirhookera
Sirhookera é um género botânico pertencente à família das orquídeas (Orchidaceae).